# 소명 (기독교)
소명(召命, vocation)은 윗사람이 아랫사람을 부르는 명령이다. 부르심(calling)이라고도 한다. 훈련을 받아 자격이 주어진 사람에게 명령이 된다. 기독교에서는 하나님의 일을 하기 위해 하나님의 부르심을 받는다는 의미로 사용된다.
고린토인들에게 보낸 첫째 편지 7장 20절에 "부르심"이라는 용어가 사용되는데 여기서 바울은 "각 사람은 부르심을 받은 그 부르심 그대로 지내라"라는 언급을 하였다.

## 역사
소명(vocation)이라는 개념은 초기 기독교부터 성직 후보자들에게 적용되는 단어로 사용되었다. 이후 이 용어는 은자, 출가자, 수녀의 관조적인 생활을 통해 신앙을 더욱 엄격하게 준수하려는 사람들에게도 적용되기 시작했다.
16세기 이전에는 우선적으로 야훼가 인간에게 내리는 '부름'을 의미했는데, 특히 불가타에서 인류 전체에 대한 구원으로의 '부르심'이나, 성직 또는 종교 생활로의 '부르심'을 지칭했다. 로마 가톨릭교회에서는 결혼, 종교적 삶, 그리고 성직 생활을 '소명'이 적용되는 주요 세 영역으로 인정했다. 마르틴 루터는 장 칼뱅을 따라 이 개념을 확장하여 대부분의 세속적 직업도 소명에 포함될 수 있다고 강조했다.
마르틴 루터는 각 개인이 일상 생활에서 자신에게 부여된 소명을 따라야 한다고 가르쳤다. 루터교에서 소명에 대한 개념은 중요하게 다루어졌으나 자신의 일용할 양식을 얻기 위한 노동 이상의 강조는 없었다. 칼뱅주의는 부르심에 대한 개념을 끊임없는 근면성실함과 연결지었다.
칼뱅은 "기독교인의 소명" 역할을 정의하였는데, 남성들의 삶의 영역에 특별히 주어진 직업적 소명으로 한정했다. 칼뱅주의자들은 야훼를 섬기는 일반적 소명과 자신의 유용성을 결정하는 특정 직업을 구분하였다. 칼뱅주의는 예정, 불가항력적 은혜, 택정 등의 개념들과 함께 소명을 여러 유형으로 분류하는 등 개념을 구체화하였다. 극단적 칼뱅주의는 회개와 믿음으로의 "보편적 소명"이라는 개념을 거부하였다.

## 개념
야훼가 각 개인을 특정한 목적과 삶의 방식에 맞게 재능과 선물로 창조하셨다는 믿음이 소명 개념의 중심에 있다. 가톨릭교회 교리서에 따르면, "사랑은 모든 인간의 근본적이고 선천적인 소명"이라고 명시되어 있다. 가톨릭교회와 동방 정교회에서 이 소명 개념은 특히 특정한 소명적 삶의 헌신을 통해 교회와 인류에 봉사하라는 신성한 부름과 연관되어 있다. 더 넓은 의미에서, 기독교적 소명은 직업, 가정 생활, 교회 및 시민적 헌신에서 자신의 재능을 사용하여 공동선(共同善)을 위해 기여하는 것을 포함한다.

## 같이 보기
- 전문직
- 직업교육